# Onard
Onard ist eine französische Gemeinde mit 376 Einwohnern (Stand 1. Januar 2022) im Département Landes in der Region Nouvelle-Aquitaine. Sie gehört zum Kanton Coteau de Chalosse im Arrondissement Dax.

## Geografie
Die Gemeinde Onard liegt am Adour, 20 Kilometer nordöstlich von Dax. Nachbargemeinden sind Audon im Norden, Gouts im Nordosten, Poyanne im Osten, Saint-Geours-d’Auribat im Süden, Cassen (Berührungspunkt) im Südwesten und Vicq-d’Auribat im Westen. 

## Bevölkerungsentwicklung
| Jahr      | 1962 | 1968 | 1975 | 1982 | 1990 | 1999 | 2008 | 2018 |
| --------- | ---- | ---- | ---- | ---- | ---- | ---- | ---- | ---- |
| Einwohner | 306  | 303  | 310  | 315  | 325  | 296  | 325  | 368  |

## Sehenswürdigkeiten

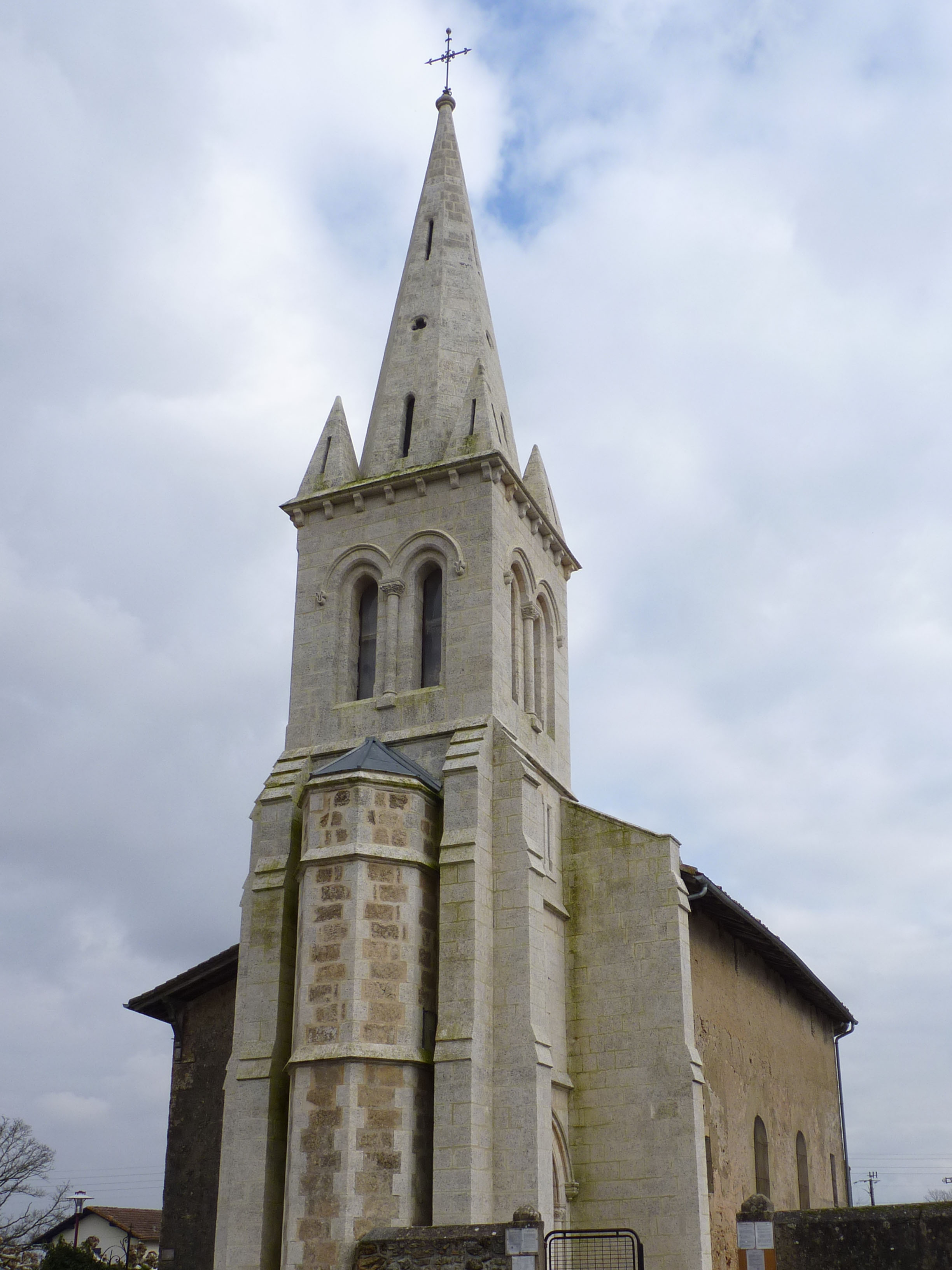
Kirche Notre-Dame

- Kirche Notre-Dame